# Faycelles
Faycelles är en kommun i departementet Lot i regionen Occitanien i södra Frankrike. Kommunen ligger i kantonen Figeac-Ouest som tillhör arrondissementet Figeac. År 2022 hade Faycelles 722 invånare.

## Befolkningsutveckling
Antalet invånare i kommunen Faycelles
| Referens: INSEE |